# Pieter Koch
Peter Frans Christiaan (Pieter) Koch (Utrecht, 24 januari 1940) is een Nederlands oud-diplomaat. Hij werkte in verschillende landen en was onder meer ambassadeur in Manilla (1987-1990), Suriname (1990-1994), Praag (1998-2000) en New Delhi (2000-2002).

## Biografie
Koch werd geboren als oudste zoon van zijn bijna gelijknamige vader, de kunstschilder Pyke Koch (1901-1991) en jkvr. Hedwig Maria de Geer (1905-1988), dochter van minister-president Dirk Jan de Geer (1870-1960). Hij was van 1967-1992 getrouwd met jkvr. Karin Wittert van Hoogland met wie hij drie zonen kreeg. Na zijn studie rechten werkte hij op diplomatieke posten in Zuid-Afrika, Nigeria, Soedan, de Verenigde Staten, China en de Filipijnen. In het laatste land was hij ambassadeur (1987 tot 1990).
Vervolgens was hij van 1990 tot 1994 ambassadeur in Suriname. Uit het laatste land ontving hij vaak kritiek, onder meer door de opvatting dat wat Koch zei zou worden uitgevoerd door Den Haag. Hij droeg ook wel de bijnaam De gouverneur. Een Surinaams parlementslid riep in 1993 om zijn vertrek als ambassadeur. Na zijn vertrek ontstond er een rel omdat hij in Suriname gedecoreerd werd (met het Grootlint in de Ere-Orde van de Palm), terwijl de Surinaamse ambassadeur Cyrill Ramkisor bij zijn vertrek uit Den Haag geen onderscheiding kreeg.
Na Paramaribo werd hij nog ambassadeur te Praag en te New Delhi.